# Diócesis de Kansas City-Saint Joseph
La diócesis de Kansas City-Saint Joseph (en latín: Dioecesis Kansanopolitana-Sancti Josephi y en inglés: Roman Catholic Diocese of Kansas City-Saint Joseph) es una circunscripción eclesiástica de la Iglesia católica en Estados Unidos. Se trata de una diócesis latina, sufragánea de la arquidiócesis de San Luis. Desde el 15 de septiembre de 2015 su obispo es James Vann Johnston.

## Territorio y organización
La diócesis tiene 40 239 km² y extiende su jurisdicción sobre los fieles católicos de rito latino residentes en 27 condados del estado de Misuri: Andrew, Atchison, Bates, Buchanan, Caldwell, Carroll, Cass, Clay, Clinton, Daviess, DeKalb, Gentry, Grundy, Harrison, Henry, Holt, Jackson, Johnson, Lafayette, Livingston, Mercer, Nodaway, Platte, Ray, St. Clair, Vernon y Worth.
La sede de la diócesis se encuentra en la ciudad de Kansas City, en donde se halla la Catedral de la Inmaculada Concepción. En Saint Joseph se encuentra la Concatedral de San José.
En 2021 en la diócesis existían 87 parroquias.

## Historia

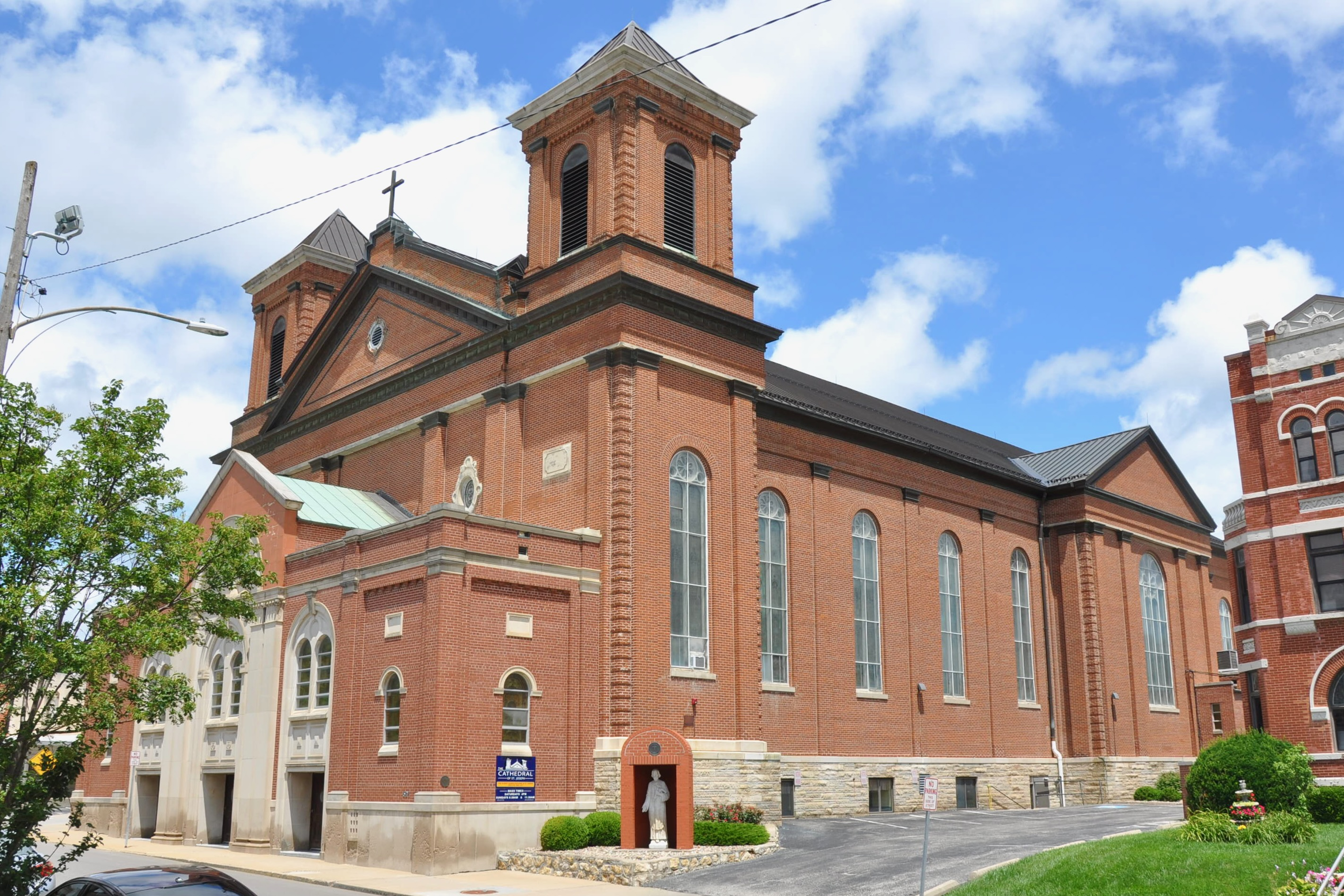
Concatedral de San José

La diócesis de Saint Joseph fue erigida el 3 de marzo de 1868 con el breve Summi apostolatus del papa Pío IX, mientras que la de Kansas City el 10 de septiembre de 1880. Ambas derivaron su territorio del de la arquidiócesis de San Luis, de la cual fueron hechas sufragáneas. Las dos diócesis juntas cubrían aproximadamente la parte occidental del estado de Misuri.
Cuando se erigió la diócesis de Kansas City, John Joseph Hogan, exobispo de Saint Joseph, fue designado como su primer obispo y, al mismo tiempo, nombrado administrador apostólico de su antigua sede hasta 1893.
El 16 de junio de 1911 la diócesis de Saint Joseph se expandió, incorporando otras porciones territoriales de la arquidiócesis de San Luis.
El 2 de julio de 1956, como resultado de la bula Ex quo die del papa Pío XII, la diócesis de Kansas City cedió porciones de su territorio para la erección de las diócesis de Jefferson City y Springfield-Cape Girardeau. Una gran parte del territorio de la diócesis de Saint Joseph también se agregó a la nueva diócesis de Jefferson City. Lo que quedó de esta última diócesis se anexó a la diócesis de Kansas City, que al mismo tiempo asumió su nombre actual.
En 2008 la diócesis llegó a un acuerdo extrajudicial para resolver los juicios iniciados por 47 víctimas de abuso sexual por parte de 12 sacerdotes, que prestaban servicios en la diócesis en ese momento o en el pasado, ocurridos entre 1951 y 1992. El acuerdo preveía un cargo de 10 millones de dólares por parte de la diócesis, que debería haber seguido garantizando la asistencia psicológica a las víctimas, evitó recomendar sacerdotes acusados para cualquier cargo y admitió públicamente los abusos en el diario diocesano y otros medios de comunicación.

## Estadísticas
Según el Anuario Pontificio 2022 la diócesis tenía a fines de 2021 un total de 119 061 fieles bautizados.
| Año                                                                             | Población            | Población | Población      | Sacerdotes | Sacerdotes    | Sacerdotes    | Bautizados por sacerdote | Diáconos permanentes | Religiosos | Religiosos | Parroquias |
| Año                                                                             | Bautizados católicos | Total     | % de católicos | Total      | Clero secular | Clero regular | Bautizados por sacerdote | Diáconos permanentes | Varones    | Mujeres    | Parroquias |
| ------------------------------------------------------------------------------- | -------------------- | --------- | -------------- | ---------- | ------------- | ------------- | ------------------------ | -------------------- | ---------- | ---------- | ---------- |
| Diócesis de Kansas City                                                         |                      |           |                |            |               |               |                          |                      |            |            |            |
| 1950                                                                            | 86 000               | 1 900 000 | 4.5            | 253        | 159           | 94            | 339                      |                      | 111        | 815        | 104        |
| Diócesis de Saint Joseph                                                        |                      |           |                |            |               |               |                          |                      |            |            |            |
| 1950                                                                            | 32 063               | 633 987   | 5.1            | 131        | 82            | 49            | 244                      |                      | 56         | 354        | 65         |
| Diócesis de Kansas City-Saint Joseph                                            |                      |           |                |            |               |               |                          |                      |            |            |            |
| 1966                                                                            | 131 942              | 1 147 702 | 11.5           | 367        | 190           | 177           | 359                      |                      | 254        | 1001       | 96         |
| 1970                                                                            | 132 921              | 1 271 375 | 10.5           | 222        | 160           | 62            | 598                      | 1                    | 102        | 280        | 95         |
| 1976                                                                            | 138 595              | 1 271 000 | 10.9           | 394        | 144           | 250           | 351                      | 21                   | 250        | 703        | 94         |
| 1980                                                                            | 137 766              | 1 311 000 | 10.5           | 136        | 136           |               | 1012                     | 43                   | 73         | 640        | 97         |
| 1990                                                                            | 140 139              | 1 575 600 | 8.9            | 251        | 129           | 122           | 558                      | 67                   | 174        | 415        | 110        |
| 1999                                                                            | 156 870              | 1 299 555 | 12.1           | 237        | 131           | 106           | 661                      | 59                   | 38         | 329        | 84         |
| 2000                                                                            | 163 349              | 1 299 555 | 12.6           | 218        | 117           | 101           | 749                      | 54                   | 157        | 286        | 85         |
| 2001                                                                            | 158 089              | 1 394 040 | 11.3           | 207        | 113           | 94            | 763                      | 51                   | 130        | 279        | 85         |
| 2002                                                                            | 158 000              | 1 394 040 | 11.3           | 212        | 110           | 102           | 745                      | 55                   | 137        | 273        | 86         |
| 2003                                                                            | 151 900              | 1 394 054 | 10.9           | 204        | 104           | 100           | 744                      | 53                   | 130        | 307        | 85         |
| 2004                                                                            | 144 483              | 1 394 040 | 10.4           | 194        | 103           | 91            | 744                      | 51                   | 125        | 300        | 84         |
| 2005                                                                            | 143 941              | 1 408 000 | 10.2           | 199        | 110           | 89            | 723                      | 58                   | 124        | 268        | 85         |
| 2006                                                                            | 142 392              | 1 448 752 | 9.8            | 201        | 101           | 100           | 708                      | 58                   | 148        | 273        | 87         |
| 2007                                                                            | 143 300              | 1 463 000 | 9.8            | 200        | 104           | 96            | 716                      | 63                   | 146        | 270        | 87         |
| 2008                                                                            | 143 500              | 1 468 518 | 9.8            | 186        | 101           | 85            | 771                      | 62                   | 124        | 272        | 87         |
| 2009                                                                            | 145 000              | 1 479 583 | 9.8            | 182        | 97            | 85            | 796                      | 56                   | 125        | 228        | 86         |
| 2010                                                                            | 135 966              | 1 489 890 | 9.1            | 185        | 97            | 88            | 734                      | 60                   | 130        | 212        | 86         |
| 2011                                                                            | 137 000              | 1 503 000 | 9.1            | 187        | 104           | 83            | 732                      | 58                   | 123        | 207        | 87         |
| 2012                                                                            | 137 900              | 1 513 005 | 9.1            | 181        | 98            | 83            | 761                      | 65                   | 123        | 184        | 87         |
| 2013                                                                            | 129 515              | 1 520 250 | 8.5            | 180        | 95            | 85            | 719                      | 62                   | 114        | 177        | 87         |
| 2015                                                                            | 131 400              | 1 530 829 | 8.6            | 171        | 95            | 76            | 768                      | 69                   | 102        | 104        | 88         |
| 2016                                                                            | 124 908              | 1 537 335 | 8.1            | 171        | 98            | 73            | 730                      | 67                   | 97         | 94         | 88         |
| 2017                                                                            | 123 870              | 1 513 005 | 8.2            | 168        | 100           | 68            | 737                      | 62                   | 90         | 172        | 89         |
| 2018                                                                            | 129 893              | 1 555 604 | 8.4            | 165        | 99            | 66            | 787                      | 62                   | 87         | 207        | 89         |
| 2019                                                                            | 130 940              | 1 568 149 | 8.3            | 172        | 113           | 59            | 761                      | 72                   | 82         | 192        | 88         |
| 2021                                                                            | 119 061              | 1 592 461 | 7.5            | 165        | 98            | 67            | 721                      | 73                   | 94         | 177        | 87         |
| Fuente: Catholic-Hierarchy, que a su vez toma los datos del Anuario Pontificio. |                      |           |                |            |               |               |                          |                      |            |            |            |

## Episcopologio

### Obispos de Saint Joseph
- John Joseph Hogan † (3 de marzo de 1868-10 de septiembre de 1880 nombrado obispo de Kansas City)
  - Sede vacante (1880-1893)
- Maurice Francis Burke † (19 de junio de 1893-17 de marzo de 1923 falleció)
- Francis Gilfillan † (17 de marzo de 1923 por sucesión-13 de enero de 1933 falleció)
- Charles Hubert Le Blond † (21 de julio de 1933-2 de julio de 1956 renunció[nota 1])

### Obispos de Kansas City
- John Joseph Hogan † (10 de septiembre de 1880-21 de febrero de 1913 falleció)
- Thomas Francis Lillis † (21 de febrero de 1913 por sucesión-29 de diciembre de 1938 falleció)
- Edwin Vincent O'Hara † (15 de abril de 1939-11 de septiembre de 1956 falleció)

### Obispos de Kansas City-Saint Joseph
- John Patrick Cody † (11 de septiembre de 1956 por sucesión-10 de agosto de 1961 nombrado arzobispo coadjutor de Nueva Orleans[nota 2])
- Charles Herman Helmsing † (27 de enero de 1962-27 de junio de 1977 renunció)
- John Joseph Sullivan † (27 de junio de 1977-22 de junio de 1993 retirado)
- Raymond James Boland † (22 de junio de 1993-24 de mayo de 2005 renunció)
- Robert William Finn (24 de mayo de 2005 por sucesión-21 de abril de 2015 renunció)[nota 3]
- James Vann Johnston, desde el 15 de septiembre de 2015